# Anatolij Sawycki
Anatolij Fedorowycz Sawycki, ukr. Анатолій Федорович Савицький, ros. Анатолий Фёдорович Савицкий, Anatolij Fiodorowicz Sawicki (ur. 19 czerwca?/2 lipca 1917, Rosyjska FSRR, zm. ?, Ukraina) – ukraiński piłkarz pochodzenia rosyjskiego, grający na pozycji obrońcy, trener piłkarski.

## Kariera piłkarska
Rozpoczął karierę piłkarską w klubie Buriewiestnik Moskwa, skąd latem 1936 przeszedł do CDKA Moskwa. W 1938 został zaproszony do Dynama Kijów. W 1940 przeniósł się do Stachanowca Stalino. Potem ze względu na II wojnę światową był zmuszony przerwać występy, a po zakończeniu wojny został piłkarzem Krylji Sowietow Moskwa, w którym zakończył karierę piłkarza w roku 1947.

## Kariera trenerska
Po zakończeniu kariery piłkarza rozpoczął pracę szkoleniowca. Od 1961 do lipca 1962 roku prowadził Awanhard Czerniowce, a potem pracował w sztabie szkoleniowym klubu.

## Sukcesy i odznaczenia

### Odznaczenia
- tytuł Mistrza Sportu ZSRR: